# Tour du lac Qinghai 2024
La 23e édition du Tour du lac Qinghai (chinois simplifié : 环青海湖国际公路自行车赛 ; chinois traditionnel : 環青海湖國際公路自行車賽 ; pinyin : Huán Qīnghǎi hú guójì gōnglù zìxíngchē sài ; litt. « Tour cycliste routier international du lac Qinghai »), connu également sous l'appellation anglaise Tour of Qinghai Lake a lieu du 7 au 14 juillet 2024 en Chine. La course fait partie du calendrier UCI ProSeries 2024, le deuxième niveau du cyclisme international, en catégorie 2.Pro. 

## Présentation

### Parcours
La course se déroule autour du lac Qinghai situé au centre et au nord de la Chine, compte huit étapes et un total de 1 193,3 km.

### Équipes
| WorldTeams (2)- Alpecin-Deceuninck - Astana Qazaqstan Team ProTeams (5)- Bingoal WB - Burgos-BH - Caja Rural-Seguros RGA - Corratec-Vini Fantini - VF Group-Bardiani CSF-Faizané Équipes continentales (15)- Bodywrap Men's Cycling Team - China Glory - Mentech Continental Cycling Team - Ferei Quick-Panda Podium Mongolia Team - Hengxiang Cycling Team - Huansheng-SCOM-Taishan Sport Cycling Team - Li Ning Star - Maloja Pushbikers - Mazowsze Serce Polski - Medellín-EPM - Parkhotel Valkenburg - Roojai Insurance - Spor Toto Cycling Team - St George Continental Cycling Team - Tarteletto-Isorex - Tianyoude Hotel Cycling Team |
| |

## Étapes
| Étape     | Date      | Villes étapes                                               | type              | Distance (km) | Vainqueur d'étape | Leader du classement général |
| --------- | --------- | ----------------------------------------------------------- | ----------------- | ------------- | ----------------- | ---------------------------- |
| 1re étape | 7 juill.  | Xining – Xining                                             | étape de plaine   | 120,6         | Jensen Plowright  | Jensen Plowright             |
| 2e étape  | 8 juill.  | Duoba – Xian autonome tu de Huzhu                           | étape vallonnée   | 112,3         | Eric Fagúndez     | Eric Fagúndez                |
| 3e étape  | 9 juill.  | Xian autonome tu de Huzhu – Xian de Guide                   | étape de montagne | 202,4         | Manuele Tarozzi   | Manuele Tarozzi              |
| 4e étape  | 10 juill. | Xian de Guide – Xian de Gonghe                              | étape vallonnée   | 136,1         | Mario Aparicio    | Jefferson Cepeda             |
| 5e étape  | 11 juill. | Xian de Gonghe – Xihai                                      | étape vallonnée   | 127,2         | Jensen Plowright  | Jefferson Cepeda             |
| 6e étape  | 12 juill. | Xihai – Xian de Qilian                                      | étape vallonnée   | 205,6         | Davide Persico    | Jefferson Cepeda             |
| 7e étape  | 13 juill. | Xian de Qilian – Xian autonome hui de Menyuan               | étape vallonnée   | 168,5         | Ahmet Örken       | Jefferson Cepeda             |
| 8e étape  | 14 juill. | Xian autonome hui de Menyuan – Xian autonome hui de Menyuan | étape vallonnée   | 120,6         | Eric Fagúndez     | Jefferson Cepeda             |

## Déroulement de la course

### 1reétape
| \| Classement de l'étape \| Classement de l'étape \| Classement de l'étape \| Classement de l'étape \| Classement de l'étape \| \| Coureur \| Coureur \| Pays \| Équipe \| Temps \| \| --------------------- \| --------------------------- \| --------------------- \| --------------------------------------------- \| --------------------- \| \| 1er \| Jensen Plowright \| Australie \| Alpecin-Deceuninck \| 2 h 30 min 52 s \| \| 2e \| Enrico Zanoncello \| Italie \| VF Group-Bardiani CSF-Faizanè \| + 0 s \| \| 3e \| Jesper Rasch \| Pays-Bas \| Parkhotel Valkenburg \| + 0 s \| \| 4e \| Ramon Sinkeldam \| Pays-Bas \| Alpecin-Deceuninck \| + 0 s \| \| 5e \| Tobiasz Pawlak \| Pologne \| Mazowsze Serce Polski \| + 0 s \| \| 6e \| Martin Laas \| Estonie \| Ferei Quick-Panda Podium Mongolia \| + 0 s \| \| 7e \| Carlos Chía \| Colombie \| Huansheng - SCOM - Taishan Sport Cycling Team \| + 0 s \| \| 8e \| Reinardt Janse van Rensburg \| Afrique du Sud \| China Glory-Mentech Continental Cycling Team \| + 0 s \| \| 9e \| Timothy Dupont \| Belgique \| Tarteletto-Isorex \| + 0 s \| \| 10e \| Luca Colnaghi \| Italie \| VF Group-Bardiani CSF-Faizanè \| + 0 s \| |                             |                |                                               |                 |
| |                             |                |                                               |                 |
| Source : ProCyclingStats |                             |                |                                               |                 |
| Classement de l'étape |                             |                |                                               |                 |
| Coureur | Coureur                     | Pays           | Équipe                                        | Temps           |
| 1er | Jensen Plowright            | Australie      | Alpecin-Deceuninck                            | 2 h 30 min 52 s |
| 2e | Enrico Zanoncello           | Italie         | VF Group-Bardiani CSF-Faizanè                 | + 0 s           |
| 3e | Jesper Rasch                | Pays-Bas       | Parkhotel Valkenburg                          | + 0 s           |
| 4e | Ramon Sinkeldam             | Pays-Bas       | Alpecin-Deceuninck                            | + 0 s           |
| 5e | Tobiasz Pawlak              | Pologne        | Mazowsze Serce Polski                         | + 0 s           |
| 6e | Martin Laas                 | Estonie        | Ferei Quick-Panda Podium Mongolia             | + 0 s           |
| 7e | Carlos Chía                 | Colombie       | Huansheng - SCOM - Taishan Sport Cycling Team | + 0 s           |
| 8e | Reinardt Janse van Rensburg | Afrique du Sud | China Glory-Mentech Continental Cycling Team  | + 0 s           |
| 9e | Timothy Dupont              | Belgique       | Tarteletto-Isorex                             | + 0 s           |
| 10e | Luca Colnaghi               | Italie         | VF Group-Bardiani CSF-Faizanè                 | + 0 s           |

| \| Classement général \| Classement général \| Classement général \| Classement général \| Classement général \| \| Coureur \| Coureur \| Pays \| Équipe \| Temps \| \| ------------------ \| ------------------ \| ------------------ \| ----------------------------- \| ------------------ \| \| 1er \| Jensen Plowright \| Australie \| Alpecin-Deceuninck \| 2 h 30 min 42 s \| \| 2e \| Enrico Zanoncello \| Italie \| VF Group-Bardiani CSF-Faizanè \| + 4 s \| \| 3e \| Luke Mudgway \| Nouvelle-Zélande \| Li Ning Star \| + 4 s \| \| 4e \| Jesper Rasch \| Pays-Bas \| Parkhotel Valkenburg \| + 6 s \| \| 5e \| Clément Alleno \| France \| Burgos-BH \| + 6 s \| \| 6e \| Mathis Avondts \| Belgique \| Parkhotel Valkenburg \| + 7 s \| \| 7e \| Jiancai Wang \| Chine \| Tianyoude Hotel Cycling Team \| + 7 s \| \| 8e \| Ethan Batt \| Nouvelle-Zélande \| Hengxiang Cycling Team \| + 8 s \| \| 9e \| Ramon Sinkeldam \| Pays-Bas \| Alpecin-Deceuninck \| + 10 s \| \| 10e \| Tobiasz Pawlak \| Pologne \| Mazowsze Serce Polski \| + 10 s \| |                   |                  |                               |                 |
| |                   |                  |                               |                 |
| Source : ProCyclingStats |                   |                  |                               |                 |
| Classement général |                   |                  |                               |                 |
| Coureur | Coureur           | Pays             | Équipe                        | Temps           |
| 1er | Jensen Plowright  | Australie        | Alpecin-Deceuninck            | 2 h 30 min 42 s |
| 2e | Enrico Zanoncello | Italie           | VF Group-Bardiani CSF-Faizanè | + 4 s           |
| 3e | Luke Mudgway      | Nouvelle-Zélande | Li Ning Star                  | + 4 s           |
| 4e | Jesper Rasch      | Pays-Bas         | Parkhotel Valkenburg          | + 6 s           |
| 5e | Clément Alleno    | France           | Burgos-BH                     | + 6 s           |
| 6e | Mathis Avondts    | Belgique         | Parkhotel Valkenburg          | + 7 s           |
| 7e | Jiancai Wang      | Chine            | Tianyoude Hotel Cycling Team  | + 7 s           |
| 8e | Ethan Batt        | Nouvelle-Zélande | Hengxiang Cycling Team        | + 8 s           |
| 9e | Ramon Sinkeldam   | Pays-Bas         | Alpecin-Deceuninck            | + 10 s          |
| 10e | Tobiasz Pawlak    | Pologne          | Mazowsze Serce Polski         | + 10 s          |

### 2eétape
| \| Classement de l'étape \| Classement de l'étape \| Classement de l'étape \| Classement de l'étape \| Classement de l'étape \| \| Coureur \| Coureur \| Pays \| Équipe \| Temps \| \| --------------------- \| --------------------------- \| --------------------- \| -------------------------------------------- \| --------------------- \| \| 1er \| Eric Fagúndez \| Uruguay \| Burgos-BH \| 2 h 37 min 17 s \| \| 2e \| Davide Baldaccini \| Italie \| Team Corratec-Vini Fantini \| + 0 s \| \| 3e \| Saeid Safarzadeh \| Iran \| Tianyoude Hotel Cycling Team \| + 0 s \| \| 4e \| Thomas Silva \| Uruguay \| Caja Rural-Seguros RGA \| + 0 s \| \| 5e \| Manuele Tarozzi \| Italie \| VF Group-Bardiani CSF-Faizanè \| + 0 s \| \| 6e \| Ewout De Keyser \| Belgique \| Tarteletto-Isorex \| + 0 s \| \| 7e \| Víctor Ocampo \| Colombie \| Team Medellín \| + 3 s \| \| 8e \| Filippo Magli \| Italie \| VF Group-Bardiani CSF-Faizanè \| + 11 s \| \| 9e \| Enrico Zanoncello \| Italie \| VF Group-Bardiani CSF-Faizanè \| + 11 s \| \| 10e \| Reinardt Janse van Rensburg \| Afrique du Sud \| China Glory-Mentech Continental Cycling Team \| + 11 s \| |                             |                |                                              |                 |
| |                             |                |                                              |                 |
| Source : ProCyclingStats |                             |                |                                              |                 |
| Classement de l'étape |                             |                |                                              |                 |
| Coureur | Coureur                     | Pays           | Équipe                                       | Temps           |
| 1er | Eric Fagúndez               | Uruguay        | Burgos-BH                                    | 2 h 37 min 17 s |
| 2e | Davide Baldaccini           | Italie         | Team Corratec-Vini Fantini                   | + 0 s           |
| 3e | Saeid Safarzadeh            | Iran           | Tianyoude Hotel Cycling Team                 | + 0 s           |
| 4e | Thomas Silva                | Uruguay        | Caja Rural-Seguros RGA                       | + 0 s           |
| 5e | Manuele Tarozzi             | Italie         | VF Group-Bardiani CSF-Faizanè                | + 0 s           |
| 6e | Ewout De Keyser             | Belgique       | Tarteletto-Isorex                            | + 0 s           |
| 7e | Víctor Ocampo               | Colombie       | Team Medellín                                | + 3 s           |
| 8e | Filippo Magli               | Italie         | VF Group-Bardiani CSF-Faizanè                | + 11 s          |
| 9e | Enrico Zanoncello           | Italie         | VF Group-Bardiani CSF-Faizanè                | + 11 s          |
| 10e | Reinardt Janse van Rensburg | Afrique du Sud | China Glory-Mentech Continental Cycling Team | + 11 s          |

| \| Classement général \| Classement général \| Classement général \| Classement général \| Classement général \| \| Coureur \| Coureur \| Pays \| Équipe \| Temps \| \| ------------------ \| ------------------ \| ------------------ \| ----------------------------- \| ------------------ \| \| 1er \| Eric Fagúndez \| Uruguay \| Burgos-BH \| 5 h 07 min 59 s \| \| 2e \| Davide Baldaccini \| Italie \| Team Corratec-Vini Fantini \| + 4 s \| \| 3e \| Saeid Safarzadeh \| Iran \| Tianyoude Hotel Cycling Team \| + 6 s \| \| 4e \| Manuele Tarozzi \| Italie \| VF Group-Bardiani CSF-Faizanè \| + 10 s \| \| 5e \| Ewout De Keyser \| Belgique \| Tarteletto-Isorex \| + 10 s \| \| 6e \| Thomas Silva \| Uruguay \| Caja Rural-Seguros RGA \| + 10 s \| \| 7e \| Víctor Ocampo \| Colombie \| Team Medellín \| + 13 s \| \| 8e \| Enrico Zanoncello \| Italie \| VF Group-Bardiani CSF-Faizanè \| + 15 s \| \| 9e \| Clément Alleno \| France \| Burgos-BH \| + 17 s \| \| 10e \| Henok Mulubrhan \| Érythrée \| Astana Qazaqstan Team \| + 18 s \| |                   |          |                               |                 |
| |                   |          |                               |                 |
| Source : ProCyclingStats |                   |          |                               |                 |
| Classement général |                   |          |                               |                 |
| Coureur | Coureur           | Pays     | Équipe                        | Temps           |
| 1er | Eric Fagúndez     | Uruguay  | Burgos-BH                     | 5 h 07 min 59 s |
| 2e | Davide Baldaccini | Italie   | Team Corratec-Vini Fantini    | + 4 s           |
| 3e | Saeid Safarzadeh  | Iran     | Tianyoude Hotel Cycling Team  | + 6 s           |
| 4e | Manuele Tarozzi   | Italie   | VF Group-Bardiani CSF-Faizanè | + 10 s          |
| 5e | Ewout De Keyser   | Belgique | Tarteletto-Isorex             | + 10 s          |
| 6e | Thomas Silva      | Uruguay  | Caja Rural-Seguros RGA        | + 10 s          |
| 7e | Víctor Ocampo     | Colombie | Team Medellín                 | + 13 s          |
| 8e | Enrico Zanoncello | Italie   | VF Group-Bardiani CSF-Faizanè | + 15 s          |
| 9e | Clément Alleno    | France   | Burgos-BH                     | + 17 s          |
| 10e | Henok Mulubrhan   | Érythrée | Astana Qazaqstan Team         | + 18 s          |

### 3eétape
| \| Classement de l'étape \| Classement de l'étape \| Classement de l'étape \| Classement de l'étape \| Classement de l'étape \| \| Coureur \| Coureur \| Pays \| Équipe \| Temps \| \| --------------------- \| --------------------- \| --------------------- \| ----------------------------- \| --------------------- \| \| 1er \| Manuele Tarozzi \| Italie \| VF Group-Bardiani CSF-Faizanè \| 4 h 59 min 12 s \| \| 2e \| Henok Mulubrhan \| Érythrée \| Astana Qazaqstan Team \| + 0 s \| \| 3e \| Jefferson Cepeda \| Équateur \| Caja Rural-Seguros RGA \| + 3 s \| \| 4e \| Jokin Murguialday \| Espagne \| Caja Rural-Seguros RGA \| + 3 s \| \| 5e \| Jaume Guardeño \| Espagne \| Caja Rural-Seguros RGA \| + 6 s \| \| 6e \| Santiago Umba \| Colombie \| Astana Qazaqstan Team \| + 31 s \| \| 7e \| Wilmar Paredes \| Colombie \| Team Medellín \| + 2 min 02 s \| \| 8e \| Luca Colnaghi \| Italie \| VF Group-Bardiani CSF-Faizanè \| + 2 min 02 s \| \| 9e \| Thomas Silva \| Uruguay \| Caja Rural-Seguros RGA \| + 2 min 02 s \| \| 10e \| Witse Meeussen \| Belgique \| Alpecin-Deceuninck \| + 2 min 02 s \| |                   |          |                               |                 |
| |                   |          |                               |                 |
| Source : ProCyclingStats |                   |          |                               |                 |
| Classement de l'étape |                   |          |                               |                 |
| Coureur | Coureur           | Pays     | Équipe                        | Temps           |
| 1er | Manuele Tarozzi   | Italie   | VF Group-Bardiani CSF-Faizanè | 4 h 59 min 12 s |
| 2e | Henok Mulubrhan   | Érythrée | Astana Qazaqstan Team         | + 0 s           |
| 3e | Jefferson Cepeda  | Équateur | Caja Rural-Seguros RGA        | + 3 s           |
| 4e | Jokin Murguialday | Espagne  | Caja Rural-Seguros RGA        | + 3 s           |
| 5e | Jaume Guardeño    | Espagne  | Caja Rural-Seguros RGA        | + 6 s           |
| 6e | Santiago Umba     | Colombie | Astana Qazaqstan Team         | + 31 s          |
| 7e | Wilmar Paredes    | Colombie | Team Medellín                 | + 2 min 02 s    |
| 8e | Luca Colnaghi     | Italie   | VF Group-Bardiani CSF-Faizanè | + 2 min 02 s    |
| 9e | Thomas Silva      | Uruguay  | Caja Rural-Seguros RGA        | + 2 min 02 s    |
| 10e | Witse Meeussen    | Belgique | Alpecin-Deceuninck            | + 2 min 02 s    |

| \| Classement général \| Classement général \| Classement général \| Classement général \| Classement général \| \| Coureur \| Coureur \| Pays \| Équipe \| Temps \| \| ------------------ \| ------------------ \| ------------------ \| ----------------------------- \| ------------------ \| \| 1er \| Manuele Tarozzi \| Italie \| VF Group-Bardiani CSF-Faizanè \| 10 h 07 min 11 s \| \| 2e \| Henok Mulubrhan \| Érythrée \| Astana Qazaqstan Team \| + 12 s \| \| 3e \| Jefferson Cepeda \| Équateur \| Caja Rural-Seguros RGA \| + 20 s \| \| 4e \| Jokin Murguialday \| Espagne \| Caja Rural-Seguros RGA \| + 24 s \| \| 5e \| Jaume Guardeño \| Espagne \| Caja Rural-Seguros RGA \| + 27 s \| \| 6e \| Santiago Umba \| Colombie \| Astana Qazaqstan Team \| + 48 s \| \| 7e \| Eric Fagúndez \| Uruguay \| Burgos-BH \| + 2 min 02 s \| \| 8e \| Davide Baldaccini \| Italie \| Team Corratec-Vini Fantini \| + 2 min 06 s \| \| 9e \| Saeid Safarzadeh \| Iran \| Tianyoude Hotel Cycling Team \| + 2 min 08 s \| \| 10e \| Ewout De Keyser \| Belgique \| Tarteletto-Isorex \| + 2 min 12 s \| |                   |          |                               |                  |
| |                   |          |                               |                  |
| Source : ProCyclingStats |                   |          |                               |                  |
| Classement général |                   |          |                               |                  |
| Coureur | Coureur           | Pays     | Équipe                        | Temps            |
| 1er | Manuele Tarozzi   | Italie   | VF Group-Bardiani CSF-Faizanè | 10 h 07 min 11 s |
| 2e | Henok Mulubrhan   | Érythrée | Astana Qazaqstan Team         | + 12 s           |
| 3e | Jefferson Cepeda  | Équateur | Caja Rural-Seguros RGA        | + 20 s           |
| 4e | Jokin Murguialday | Espagne  | Caja Rural-Seguros RGA        | + 24 s           |
| 5e | Jaume Guardeño    | Espagne  | Caja Rural-Seguros RGA        | + 27 s           |
| 6e | Santiago Umba     | Colombie | Astana Qazaqstan Team         | + 48 s           |
| 7e | Eric Fagúndez     | Uruguay  | Burgos-BH                     | + 2 min 02 s     |
| 8e | Davide Baldaccini | Italie   | Team Corratec-Vini Fantini    | + 2 min 06 s     |
| 9e | Saeid Safarzadeh  | Iran     | Tianyoude Hotel Cycling Team  | + 2 min 08 s     |
| 10e | Ewout De Keyser   | Belgique | Tarteletto-Isorex             | + 2 min 12 s     |

### 4eétape
| \| Classement de l'étape \| Classement de l'étape \| Classement de l'étape \| Classement de l'étape \| Classement de l'étape \| \| Coureur \| Coureur \| Pays \| Équipe \| Temps \| \| --------------------- \| --------------------- \| --------------------- \| ---------------------------- \| --------------------- \| \| 1er \| Mario Aparicio \| Espagne \| Burgos-BH \| 3 h 28 min 31 s \| \| 2e \| Adne van Engelen \| Pays-Bas \| Roojai Insurance \| + 0 s \| \| 3e \| Thomas Silva \| Uruguay \| Caja Rural-Seguros RGA \| + 0 s \| \| 4e \| Jefferson Cepeda \| Équateur \| Caja Rural-Seguros RGA \| + 0 s \| \| 5e \| Henok Mulubrhan \| Érythrée \| Astana Qazaqstan Team \| + 2 min 39 s \| \| 6e \| Yonathan Monsalve \| Venezuela \| Tianyoude Hotel Cycling Team \| + 2 min 39 s \| \| 7e \| Wilmar Paredes \| Colombie \| Team Medellín \| + 2 min 39 s \| \| 8e \| Lorenzo Quartucci \| Italie \| Team Corratec-Vini Fantini \| + 2 min 39 s \| \| 9e \| Jambaljamts Sainbayar \| Mongolie \| Burgos-BH \| + 2 min 39 s \| \| 10e \| Rodrigo Álvarez \| Espagne \| Burgos-BH \| + 2 min 39 s \| |                       |           |                              |                 |
| |                       |           |                              |                 |
| Source : ProCyclingStats |                       |           |                              |                 |
| Classement de l'étape |                       |           |                              |                 |
| Coureur | Coureur               | Pays      | Équipe                       | Temps           |
| 1er | Mario Aparicio        | Espagne   | Burgos-BH                    | 3 h 28 min 31 s |
| 2e | Adne van Engelen      | Pays-Bas  | Roojai Insurance             | + 0 s           |
| 3e | Thomas Silva          | Uruguay   | Caja Rural-Seguros RGA       | + 0 s           |
| 4e | Jefferson Cepeda      | Équateur  | Caja Rural-Seguros RGA       | + 0 s           |
| 5e | Henok Mulubrhan       | Érythrée  | Astana Qazaqstan Team        | + 2 min 39 s    |
| 6e | Yonathan Monsalve     | Venezuela | Tianyoude Hotel Cycling Team | + 2 min 39 s    |
| 7e | Wilmar Paredes        | Colombie  | Team Medellín                | + 2 min 39 s    |
| 8e | Lorenzo Quartucci     | Italie    | Team Corratec-Vini Fantini   | + 2 min 39 s    |
| 9e | Jambaljamts Sainbayar | Mongolie  | Burgos-BH                    | + 2 min 39 s    |
| 10e | Rodrigo Álvarez       | Espagne   | Burgos-BH                    | + 2 min 39 s    |

| \| Classement général \| Classement général \| Classement général \| Classement général \| Classement général \| \| Coureur \| Coureur \| Pays \| Équipe \| Temps \| \| ------------------ \| ------------------ \| ------------------ \| ----------------------------- \| ------------------ \| \| 1er \| Jefferson Cepeda \| Équateur \| Caja Rural-Seguros RGA \| 13 h 36 min 01 s \| \| 2e \| Thomas Silva \| Uruguay \| Caja Rural-Seguros RGA \| + 1 min 50 s \| \| 3e \| Mario Aparicio \| Espagne \| Burgos-BH \| + 1 min 52 s \| \| 4e \| Manuele Tarozzi \| Italie \| VF Group-Bardiani CSF-Faizanè \| + 2 min 20 s \| \| 5e \| Henok Mulubrhan \| Érythrée \| Astana Qazaqstan Team \| + 2 min 29 s \| \| 6e \| Jokin Murguialday \| Espagne \| Caja Rural-Seguros RGA \| + 2 min 44 s \| \| 7e \| Jaume Guardeño \| Espagne \| Caja Rural-Seguros RGA \| + 2 min 47 s \| \| 8e \| Santiago Umba \| Colombie \| Astana Qazaqstan Team \| + 3 min 08 s \| \| 9e \| Eric Fagúndez \| Uruguay \| Burgos-BH \| + 4 min 22 s \| \| 10e \| Davide Baldaccini \| Italie \| Team Corratec-Vini Fantini \| + 4 min 26 s \| |                   |          |                               |                  |
| |                   |          |                               |                  |
| Source : ProCyclingStats |                   |          |                               |                  |
| Classement général |                   |          |                               |                  |
| Coureur | Coureur           | Pays     | Équipe                        | Temps            |
| 1er | Jefferson Cepeda  | Équateur | Caja Rural-Seguros RGA        | 13 h 36 min 01 s |
| 2e | Thomas Silva      | Uruguay  | Caja Rural-Seguros RGA        | + 1 min 50 s     |
| 3e | Mario Aparicio    | Espagne  | Burgos-BH                     | + 1 min 52 s     |
| 4e | Manuele Tarozzi   | Italie   | VF Group-Bardiani CSF-Faizanè | + 2 min 20 s     |
| 5e | Henok Mulubrhan   | Érythrée | Astana Qazaqstan Team         | + 2 min 29 s     |
| 6e | Jokin Murguialday | Espagne  | Caja Rural-Seguros RGA        | + 2 min 44 s     |
| 7e | Jaume Guardeño    | Espagne  | Caja Rural-Seguros RGA        | + 2 min 47 s     |
| 8e | Santiago Umba     | Colombie | Astana Qazaqstan Team         | + 3 min 08 s     |
| 9e | Eric Fagúndez     | Uruguay  | Burgos-BH                     | + 4 min 22 s     |
| 10e | Davide Baldaccini | Italie   | Team Corratec-Vini Fantini    | + 4 min 26 s     |

### 5eétape
| \| Classement de l'étape \| Classement de l'étape \| Classement de l'étape \| Classement de l'étape \| Classement de l'étape \| \| Coureur \| Coureur \| Pays \| Équipe \| Temps \| \| --------------------- \| --------------------------- \| --------------------- \| -------------------------------------------- \| --------------------- \| \| 1er \| Jensen Plowright \| Australie \| Alpecin-Deceuninck \| 2 h 58 min 46 s \| \| 2e \| Davide Persico \| Italie \| Bingoal WB \| + 0 s \| \| 3e \| Alexander Salby \| Danemark \| Bingoal WB \| + 0 s \| \| 4e \| Norbert Banaszek \| Pologne \| Mazowsze Serce Polski \| + 0 s \| \| 5e \| Reinardt Janse van Rensburg \| Afrique du Sud \| China Glory-Mentech Continental Cycling Team \| + 0 s \| \| 6e \| Timothy Dupont \| Belgique \| Tarteletto-Isorex \| + 0 s \| \| 7e \| Thomas Silva \| Uruguay \| Caja Rural-Seguros RGA \| + 0 s \| \| 8e \| Geórgios Boúglas \| Grèce \| Burgos-BH \| + 0 s \| \| 9e \| Kenneth Van Rooy \| Belgique \| Bingoal WB \| + 0 s \| \| 10e \| Ramon Sinkeldam \| Pays-Bas \| Alpecin-Deceuninck \| + 0 s \| |                             |                |                                              |                 |
| |                             |                |                                              |                 |
| |                             |                |                                              |                 |
| Classement de l'étape |                             |                |                                              |                 |
| Coureur | Coureur                     | Pays           | Équipe                                       | Temps           |
| 1er | Jensen Plowright            | Australie      | Alpecin-Deceuninck                           | 2 h 58 min 46 s |
| 2e | Davide Persico              | Italie         | Bingoal WB                                   | + 0 s           |
| 3e | Alexander Salby             | Danemark       | Bingoal WB                                   | + 0 s           |
| 4e | Norbert Banaszek            | Pologne        | Mazowsze Serce Polski                        | + 0 s           |
| 5e | Reinardt Janse van Rensburg | Afrique du Sud | China Glory-Mentech Continental Cycling Team | + 0 s           |
| 6e | Timothy Dupont              | Belgique       | Tarteletto-Isorex                            | + 0 s           |
| 7e | Thomas Silva                | Uruguay        | Caja Rural-Seguros RGA                       | + 0 s           |
| 8e | Geórgios Boúglas            | Grèce          | Burgos-BH                                    | + 0 s           |
| 9e | Kenneth Van Rooy            | Belgique       | Bingoal WB                                   | + 0 s           |
| 10e | Ramon Sinkeldam             | Pays-Bas       | Alpecin-Deceuninck                           | + 0 s           |

| \| Classement général \| Classement général \| Classement général \| Classement général \| Classement général \| \| Coureur \| Coureur \| Pays \| Équipe \| Temps \| \| ------------------ \| ------------------ \| ------------------ \| ----------------------------- \| ------------------ \| \| 1er \| Jefferson Cepeda \| Équateur \| Caja Rural-Seguros RGA \| 16 h 34 min 47 s \| \| 2e \| Thomas Silva \| Uruguay \| Caja Rural-Seguros RGA \| + 1 min 48 s \| \| 3e \| Mario Aparicio \| Espagne \| Burgos-BH \| + 1 min 52 s \| \| 4e \| Manuele Tarozzi \| Italie \| VF Group-Bardiani CSF-Faizanè \| + 2 min 20 s \| \| 5e \| Henok Mulubrhan \| Érythrée \| Astana Qazaqstan Team \| + 2 min 26 s \| \| 6e \| Jokin Murguialday \| Espagne \| Caja Rural-Seguros RGA \| + 2 min 44 s \| \| 7e \| Jaume Guardeño \| Espagne \| Caja Rural-Seguros RGA \| + 2 min 47 s \| \| 8e \| Santiago Umba \| Colombie \| Astana Qazaqstan Team \| + 3 min 05 s \| \| 9e \| Eric Fagúndez \| Uruguay \| Burgos-BH \| + 4 min 22 s \| \| 10e \| Davide Baldaccini \| Italie \| Team Corratec-Vini Fantini \| + 4 min 26 s \| |                   |          |                               |                  |
| |                   |          |                               |                  |
| |                   |          |                               |                  |
| Classement général |                   |          |                               |                  |
| Coureur | Coureur           | Pays     | Équipe                        | Temps            |
| 1er | Jefferson Cepeda  | Équateur | Caja Rural-Seguros RGA        | 16 h 34 min 47 s |
| 2e | Thomas Silva      | Uruguay  | Caja Rural-Seguros RGA        | + 1 min 48 s     |
| 3e | Mario Aparicio    | Espagne  | Burgos-BH                     | + 1 min 52 s     |
| 4e | Manuele Tarozzi   | Italie   | VF Group-Bardiani CSF-Faizanè | + 2 min 20 s     |
| 5e | Henok Mulubrhan   | Érythrée | Astana Qazaqstan Team         | + 2 min 26 s     |
| 6e | Jokin Murguialday | Espagne  | Caja Rural-Seguros RGA        | + 2 min 44 s     |
| 7e | Jaume Guardeño    | Espagne  | Caja Rural-Seguros RGA        | + 2 min 47 s     |
| 8e | Santiago Umba     | Colombie | Astana Qazaqstan Team         | + 3 min 05 s     |
| 9e | Eric Fagúndez     | Uruguay  | Burgos-BH                     | + 4 min 22 s     |
| 10e | Davide Baldaccini | Italie   | Team Corratec-Vini Fantini    | + 4 min 26 s     |

### 6eétape
| \| Classement de l'étape \| Classement de l'étape \| Classement de l'étape \| Classement de l'étape \| Classement de l'étape \| \| Coureur \| Coureur \| Pays \| Équipe \| Temps \| \| --------------------- \| --------------------- \| --------------------- \| -------------------------------------------- \| --------------------- \| \| 1er \| Davide Persico \| Italie \| Bingoal WB \| 4 h 23 min 09 s \| \| 2e \| Enrico Zanoncello \| Italie \| VF Group-Bardiani CSF-Faizanè \| + 0 s \| \| 3e \| Thomas Silva \| Uruguay \| Caja Rural-Seguros RGA \| + 0 s \| \| 4e \| Norbert Banaszek \| Pologne \| Mazowsze Serce Polski \| + 0 s \| \| 5e \| Henok Mulubrhan \| Érythrée \| Astana Qazaqstan Team \| + 0 s \| \| 6e \| Kenneth Van Rooy \| Belgique \| Bingoal WB \| + 0 s \| \| 7e \| Willie Smit \| Afrique du Sud \| China Glory-Mentech Continental Cycling Team \| + 0 s \| \| 8e \| Matias Malmberg \| Danemark \| Maloja Pushbikers \| + 0 s \| \| 9e \| Eric Fagúndez \| Uruguay \| Burgos-BH \| + 0 s \| \| 10e \| Senne Leysen \| Belgique \| Alpecin-Deceuninck \| + 0 s \| |                   |                |                                              |                 |
| |                   |                |                                              |                 |
| |                   |                |                                              |                 |
| Classement de l'étape |                   |                |                                              |                 |
| Coureur | Coureur           | Pays           | Équipe                                       | Temps           |
| 1er | Davide Persico    | Italie         | Bingoal WB                                   | 4 h 23 min 09 s |
| 2e | Enrico Zanoncello | Italie         | VF Group-Bardiani CSF-Faizanè                | + 0 s           |
| 3e | Thomas Silva      | Uruguay        | Caja Rural-Seguros RGA                       | + 0 s           |
| 4e | Norbert Banaszek  | Pologne        | Mazowsze Serce Polski                        | + 0 s           |
| 5e | Henok Mulubrhan   | Érythrée       | Astana Qazaqstan Team                        | + 0 s           |
| 6e | Kenneth Van Rooy  | Belgique       | Bingoal WB                                   | + 0 s           |
| 7e | Willie Smit       | Afrique du Sud | China Glory-Mentech Continental Cycling Team | + 0 s           |
| 8e | Matias Malmberg   | Danemark       | Maloja Pushbikers                            | + 0 s           |
| 9e | Eric Fagúndez     | Uruguay        | Burgos-BH                                    | + 0 s           |
| 10e | Senne Leysen      | Belgique       | Alpecin-Deceuninck                           | + 0 s           |

| \| Classement général \| Classement général \| Classement général \| Classement général \| Classement général \| \| Coureur \| Coureur \| Pays \| Équipe \| Temps \| \| ------------------ \| ------------------ \| ------------------ \| ----------------------------- \| ------------------ \| \| 1er \| Jefferson Cepeda \| Équateur \| Caja Rural-Seguros RGA \| 20 h 57 min 56 s \| \| 2e \| Thomas Silva \| Uruguay \| Caja Rural-Seguros RGA \| + 1 min 44 s \| \| 3e \| Manuele Tarozzi \| Italie \| VF Group-Bardiani CSF-Faizanè \| + 2 min 20 s \| \| 4e \| Henok Mulubrhan \| Érythrée \| Astana Qazaqstan Team \| + 2 min 26 s \| \| 5e \| Mario Aparicio \| Espagne \| Burgos-BH \| + 2 min 31 s \| \| 6e \| Jokin Murguialday \| Espagne \| Caja Rural-Seguros RGA \| + 2 min 44 s \| \| 7e \| Santiago Umba \| Colombie \| Astana Qazaqstan Team \| + 3 min 05 s \| \| 8e \| Jaume Guardeño \| Espagne \| Caja Rural-Seguros RGA \| + 3 min 26 s \| \| 9e \| Eric Fagúndez \| Uruguay \| Burgos-BH \| + 4 min 21 s \| \| 10e \| Saeid Safarzadeh \| Iran \| Tianyoude Hotel Cycling Team \| + 4 min 28 s \| |                   |          |                               |                  |
| |                   |          |                               |                  |
| |                   |          |                               |                  |
| Classement général |                   |          |                               |                  |
| Coureur | Coureur           | Pays     | Équipe                        | Temps            |
| 1er | Jefferson Cepeda  | Équateur | Caja Rural-Seguros RGA        | 20 h 57 min 56 s |
| 2e | Thomas Silva      | Uruguay  | Caja Rural-Seguros RGA        | + 1 min 44 s     |
| 3e | Manuele Tarozzi   | Italie   | VF Group-Bardiani CSF-Faizanè | + 2 min 20 s     |
| 4e | Henok Mulubrhan   | Érythrée | Astana Qazaqstan Team         | + 2 min 26 s     |
| 5e | Mario Aparicio    | Espagne  | Burgos-BH                     | + 2 min 31 s     |
| 6e | Jokin Murguialday | Espagne  | Caja Rural-Seguros RGA        | + 2 min 44 s     |
| 7e | Santiago Umba     | Colombie | Astana Qazaqstan Team         | + 3 min 05 s     |
| 8e | Jaume Guardeño    | Espagne  | Caja Rural-Seguros RGA        | + 3 min 26 s     |
| 9e | Eric Fagúndez     | Uruguay  | Burgos-BH                     | + 4 min 21 s     |
| 10e | Saeid Safarzadeh  | Iran     | Tianyoude Hotel Cycling Team  | + 4 min 28 s     |

### 7eétape
| \| Classement de l'étape \| Classement de l'étape \| Classement de l'étape \| Classement de l'étape \| Classement de l'étape \| \| Coureur \| Coureur \| Pays \| Équipe \| Temps \| \| --------------------- \| --------------------- \| --------------------- \| ----------------------------- \| --------------------- \| \| 1er \| Ahmet Örken \| Turquie \| Spor Toto Cycling Team \| 3 h 32 min 44 s \| \| 2e \| Tegshbayar Batsaikhan \| Mongolie \| Roojai Insurance \| + 0 s \| \| 3e \| Martijn Rasenberg \| Pays-Bas \| Parkhotel Valkenburg \| + 0 s \| \| 4e \| Riccardo Lucca \| Italie \| VF Group-Bardiani CSF-Faizanè \| + 0 s \| \| 5e \| Valentin Darbellay \| Suisse \| Team Corratec-Vini Fantini \| + 0 s \| \| 6e \| Alexandre Balmer \| Suisse \| Team Corratec-Vini Fantini \| + 0 s \| \| 7e \| Ide Schelling \| Pays-Bas \| Astana Qazaqstan Team \| + 0 s \| \| 8e \| Yonathan Monsalve \| Venezuela \| Tianyoude Hotel Cycling Team \| + 0 s \| \| 9e \| Jakub Kaczmarek \| Pologne \| Mazowsze Serce Polski \| + 0 s \| \| 10e \| Gianni Marchand \| Belgique \| Tarteletto-Isorex \| + 0 s \| |                       |           |                               |                 |
| |                       |           |                               |                 |
| |                       |           |                               |                 |
| Classement de l'étape |                       |           |                               |                 |
| Coureur | Coureur               | Pays      | Équipe                        | Temps           |
| 1er | Ahmet Örken           | Turquie   | Spor Toto Cycling Team        | 3 h 32 min 44 s |
| 2e | Tegshbayar Batsaikhan | Mongolie  | Roojai Insurance              | + 0 s           |
| 3e | Martijn Rasenberg     | Pays-Bas  | Parkhotel Valkenburg          | + 0 s           |
| 4e | Riccardo Lucca        | Italie    | VF Group-Bardiani CSF-Faizanè | + 0 s           |
| 5e | Valentin Darbellay    | Suisse    | Team Corratec-Vini Fantini    | + 0 s           |
| 6e | Alexandre Balmer      | Suisse    | Team Corratec-Vini Fantini    | + 0 s           |
| 7e | Ide Schelling         | Pays-Bas  | Astana Qazaqstan Team         | + 0 s           |
| 8e | Yonathan Monsalve     | Venezuela | Tianyoude Hotel Cycling Team  | + 0 s           |
| 9e | Jakub Kaczmarek       | Pologne   | Mazowsze Serce Polski         | + 0 s           |
| 10e | Gianni Marchand       | Belgique  | Tarteletto-Isorex             | + 0 s           |

| \| Classement général \| Classement général \| Classement général \| Classement général \| Classement général \| \| Coureur \| Coureur \| Pays \| Équipe \| Temps \| \| ------------------ \| ------------------ \| ------------------ \| ----------------------------- \| ------------------ \| \| 1er \| Jefferson Cepeda \| Équateur \| Caja Rural-Seguros RGA \| 24 h 30 min 52 s \| \| 2e \| Thomas Silva \| Uruguay \| Caja Rural-Seguros RGA \| + 1 min 44 s \| \| 3e \| Manuele Tarozzi \| Italie \| VF Group-Bardiani CSF-Faizanè \| + 2 min 20 s \| \| 4e \| Henok Mulubrhan \| Érythrée \| Astana Qazaqstan Team \| + 2 min 26 s \| \| 5e \| Mario Aparicio \| Espagne \| Burgos-BH \| + 2 min 31 s \| \| 6e \| Jokin Murguialday \| Espagne \| Caja Rural-Seguros RGA \| + 2 min 44 s \| \| 7e \| Santiago Umba \| Colombie \| Astana Qazaqstan Team \| + 3 min 05 s \| \| 8e \| Jaume Guardeño \| Espagne \| Caja Rural-Seguros RGA \| + 3 min 26 s \| \| 9e \| Ander Okamika \| Espagne \| Burgos-BH \| + 4 min 20 s \| \| 10e \| Eric Fagúndez \| Uruguay \| Burgos-BH \| + 4 min 21 s \| |                   |          |                               |                  |
| |                   |          |                               |                  |
| |                   |          |                               |                  |
| Classement général |                   |          |                               |                  |
| Coureur | Coureur           | Pays     | Équipe                        | Temps            |
| 1er | Jefferson Cepeda  | Équateur | Caja Rural-Seguros RGA        | 24 h 30 min 52 s |
| 2e | Thomas Silva      | Uruguay  | Caja Rural-Seguros RGA        | + 1 min 44 s     |
| 3e | Manuele Tarozzi   | Italie   | VF Group-Bardiani CSF-Faizanè | + 2 min 20 s     |
| 4e | Henok Mulubrhan   | Érythrée | Astana Qazaqstan Team         | + 2 min 26 s     |
| 5e | Mario Aparicio    | Espagne  | Burgos-BH                     | + 2 min 31 s     |
| 6e | Jokin Murguialday | Espagne  | Caja Rural-Seguros RGA        | + 2 min 44 s     |
| 7e | Santiago Umba     | Colombie | Astana Qazaqstan Team         | + 3 min 05 s     |
| 8e | Jaume Guardeño    | Espagne  | Caja Rural-Seguros RGA        | + 3 min 26 s     |
| 9e | Ander Okamika     | Espagne  | Burgos-BH                     | + 4 min 20 s     |
| 10e | Eric Fagúndez     | Uruguay  | Burgos-BH                     | + 4 min 21 s     |

### 8eétape
| \| Classement de l'étape \| Classement de l'étape \| Classement de l'étape \| Classement de l'étape \| Classement de l'étape \| \| Coureur \| Coureur \| Pays \| Équipe \| Temps \| \| --------------------- \| --------------------- \| --------------------- \| -------------------------------------------- \| --------------------- \| \| 1er \| Eric Fagúndez \| Uruguay \| Burgos-BH \| 2 h 27 min 41 s \| \| 2e \| Marcin Budziński \| Pologne \| Mazowsze Serce Polski \| + 1 s \| \| 3e \| Rodrigo Álvarez \| Espagne \| Burgos-BH \| + 1 s \| \| 4e \| Thomas Silva \| Uruguay \| Caja Rural-Seguros RGA \| + 1 s \| \| 5e \| Filippo Magli \| Italie \| VF Group-Bardiani CSF-Faizanè \| + 1 s \| \| 6e \| Henok Mulubrhan \| Érythrée \| Astana Qazaqstan Team \| + 1 s \| \| 7e \| Willie Smit \| Afrique du Sud \| China Glory-Mentech Continental Cycling Team \| + 1 s \| \| 8e \| Josh Kench \| Nouvelle-Zélande \| Tianyoude Hotel Cycling Team \| + 1 s \| \| 9e \| Valentin Darbellay \| Suisse \| Team Corratec-Vini Fantini \| + 1 s \| \| 10e \| Javier Jamaica \| Colombie \| Team Medellín \| + 1 s \| |                    |                  |                                              |                 |
| |                    |                  |                                              |                 |
| |                    |                  |                                              |                 |
| Classement de l'étape |                    |                  |                                              |                 |
| Coureur | Coureur            | Pays             | Équipe                                       | Temps           |
| 1er | Eric Fagúndez      | Uruguay          | Burgos-BH                                    | 2 h 27 min 41 s |
| 2e | Marcin Budziński   | Pologne          | Mazowsze Serce Polski                        | + 1 s           |
| 3e | Rodrigo Álvarez    | Espagne          | Burgos-BH                                    | + 1 s           |
| 4e | Thomas Silva       | Uruguay          | Caja Rural-Seguros RGA                       | + 1 s           |
| 5e | Filippo Magli      | Italie           | VF Group-Bardiani CSF-Faizanè                | + 1 s           |
| 6e | Henok Mulubrhan    | Érythrée         | Astana Qazaqstan Team                        | + 1 s           |
| 7e | Willie Smit        | Afrique du Sud   | China Glory-Mentech Continental Cycling Team | + 1 s           |
| 8e | Josh Kench         | Nouvelle-Zélande | Tianyoude Hotel Cycling Team                 | + 1 s           |
| 9e | Valentin Darbellay | Suisse           | Team Corratec-Vini Fantini                   | + 1 s           |
| 10e | Javier Jamaica     | Colombie         | Team Medellín                                | + 1 s           |

## Classement général final
| \| Classement général \| Classement général \| Classement général \| Classement général \| Classement général \| \| Coureur \| Coureur \| Pays \| Équipe \| Temps \| \| ------------------ \| ------------------ \| ------------------ \| ----------------------------- \| ------------------ \| \| 1er \| Jefferson Cepeda \| Équateur \| Caja Rural-Seguros RGA \| 26 h 58 min 47 s \| \| 2e \| Thomas Silva \| Uruguay \| Caja Rural-Seguros RGA \| + 1 min 31 s \| \| 3e \| Manuele Tarozzi \| Italie \| VF Group-Bardiani CSF-Faizanè \| + 2 min 07 s \| \| 4e \| Henok Mulubrhan \| Érythrée \| Astana Qazaqstan Team \| + 2 min 11 s \| \| 5e \| Mario Aparicio \| Espagne \| Burgos-BH \| + 2 min 18 s \| \| 6e \| Jokin Murguialday \| Espagne \| Caja Rural-Seguros RGA \| + 2 min 31 s \| \| 7e \| Santiago Umba \| Colombie \| Astana Qazaqstan Team \| + 2 min 52 s \| \| 8e \| Jaume Guardeño \| Espagne \| Caja Rural-Seguros RGA \| + 3 min 13 s \| \| 9e \| Eric Fagúndez \| Uruguay \| Burgos-BH \| + 3 min 54 s \| \| 10e \| Ander Okamika \| Espagne \| Burgos-BH \| + 4 min 07 s \| |                   |          |                               |                  |
| |                   |          |                               |                  |
| Source : ProCyclingStats |                   |          |                               |                  |
| Classement général |                   |          |                               |                  |
| Coureur | Coureur           | Pays     | Équipe                        | Temps            |
| 1er | Jefferson Cepeda  | Équateur | Caja Rural-Seguros RGA        | 26 h 58 min 47 s |
| 2e | Thomas Silva      | Uruguay  | Caja Rural-Seguros RGA        | + 1 min 31 s     |
| 3e | Manuele Tarozzi   | Italie   | VF Group-Bardiani CSF-Faizanè | + 2 min 07 s     |
| 4e | Henok Mulubrhan   | Érythrée | Astana Qazaqstan Team         | + 2 min 11 s     |
| 5e | Mario Aparicio    | Espagne  | Burgos-BH                     | + 2 min 18 s     |
| 6e | Jokin Murguialday | Espagne  | Caja Rural-Seguros RGA        | + 2 min 31 s     |
| 7e | Santiago Umba     | Colombie | Astana Qazaqstan Team         | + 2 min 52 s     |
| 8e | Jaume Guardeño    | Espagne  | Caja Rural-Seguros RGA        | + 3 min 13 s     |
| 9e | Eric Fagúndez     | Uruguay  | Burgos-BH                     | + 3 min 54 s     |
| 10e | Ander Okamika     | Espagne  | Burgos-BH                     | + 4 min 07 s     |

### Classements annexes

#### Classement par points
| Classement par points | Classement par points | Classement par points | Classement par points         | Classement par points |
| Coureur               | Coureur               | Pays                  | Équipe                        | Points                |
| --------------------- | --------------------- | --------------------- | ----------------------------- | --------------------- |
| 1er                   | Henok Mulubrhan       | Érythrée              | Astana Qazaqstan Team         | 71 pts                |
| 2e                    | Thomas Silva          | Uruguay               | Caja Rural-Seguros RGA        | 70 pts                |
| 3e                    | Eric Fagúndez         | Uruguay               | Burgos-BH                     | 45 pts                |
| 4e                    | Jensen Plowright      | Australie             | Alpecin-Deceuninck            | 39 pts                |
| 5e                    | Enrico Zanoncello     | Italie                | VF Group-Bardiani CSF-Faizanè | 36 pts                |
| 6e                    | Yonathan Monsalve     | Venezuela             | Tianyoude Hotel Cycling Team  | 35 pts                |
| 7e                    | Jefferson Cepeda      | Équateur              | Caja Rural-Seguros RGA        | 34 pts                |
| 8e                    | Davide Persico        | Italie                | Bingoal WB                    | 32 pts                |
| 9e                    | Luke Mudgway          | Nouvelle-Zélande      | Li Ning Star                  | 30 pts                |
| 10e                   | Ander Okamika         | Espagne               | Burgos-BH                     | 29 pts                |

#### Classement de la montagne
| Classement de la montagne | Classement de la montagne | Classement de la montagne | Classement de la montagne                    | Classement de la montagne |
| Coureur                   | Coureur                   | Pays                      | Équipe                                       | Points                    |
| ------------------------- | ------------------------- | ------------------------- | -------------------------------------------- | ------------------------- |
| 1er                       | Mario Aparicio            | Espagne                   | Burgos-BH                                    | 23 pts                    |
| 2e                        | Henok Mulubrhan           | Érythrée                  | Astana Qazaqstan Team                        | 20 pts                    |
| 3e                        | Jefferson Cepeda          | Équateur                  | Caja Rural-Seguros RGA                       | 13 pts                    |
| 4e                        | Adne van Engelen          | Pays-Bas                  | Roojai Insurance                             | 11 pts                    |
| 5e                        | Nils Sinschek             | Pays-Bas                  | Parkhotel Valkenburg                         | 10 pts                    |
| 6e                        | Clément Alleno            | France                    | Burgos-BH                                    | 8 pts                     |
| 7e                        | Ander Okamika             | Espagne                   | Burgos-BH                                    | 7 pts                     |
| 8e                        | Lucas De Rossi            | France                    | China Glory-Mentech Continental Cycling Team | 7 pts                     |
| 9e                        | Jaume Guardeño            | Espagne                   | Caja Rural-Seguros RGA                       | 7 pts                     |
| 10e                       | Jelle Vermoote            | Belgique                  | Bingoal WB                                   | 7 pts                     |

## Évolution des classements
| Étape | Vainqueur        | Classement général | Classement par points | Classement de la montagne | Classement par équipe         |
| ----- | ---------------- | ------------------ | --------------------- | ------------------------- | ----------------------------- |
| 1     | Jensen Plowright | Jensen Plowright   | Jensen Plowright      | Jiancai Wang              | VF Group-Bardiani CSF-Faizané |
| 2     | Eric Fagúndez    | Eric Fagúndez      | Enrico Zanoncello     | Mario Aparicio            | VF Group-Bardiani CSF-Faizané |
| 3     | Manuele Tarozzi  | Manuele Tarozzi    | Manuele Tarozzi       | Henok Mulubrhan           | Caja Rural-Seguros RGA        |
| 4     | Mario Aparicio   | Jefferson Cepeda   | Henok Mulubrhan       | Mario Aparicio            | Caja Rural-Seguros RGA        |
| 5     | Jensen Plowright | Jefferson Cepeda   | Henok Mulubrhan       | Mario Aparicio            | Caja Rural-Seguros RGA        |
| 6     | Davide Persico   | Jefferson Cepeda   | Henok Mulubrhan       | Mario Aparicio            | Caja Rural-Seguros RGA        |
| 7     | Ahmet Örken      | Jefferson Cepeda   | Henok Mulubrhan       | Mario Aparicio            | Caja Rural-Seguros RGA        |
| 8     | Eric Fagúndez    | Jefferson Cepeda   | Henok Mulubrhan       | Mario Aparicio            | Caja Rural-Seguros RGA        |
| Final | Final            | Jefferson Cepeda   | Henok Mulubrhan       | Mario Aparicio            | Caja Rural-Seguros RGA        |

## Liste des participants
| Astana Qazaqstan Team AST | Astana Qazaqstan Team AST     | Astana Qazaqstan Team AST |
| ------------------------- | ----------------------------- | ------------------------- |
| Num                       | Coureur                       | Pos                       |
| 1                         | Henok Mulubrhan (ERI) (route) | 4e                        |
| 2                         | Gleb Syritsa                  | AB-1                      |
| 3                         | Igor Chzhan (KAZ)             | 50e                       |
| 4                         | Ide Schelling (NED)           | 46e                       |
| 5                         | Anton Kuzmin (KAZ)            | 42e                       |
| 6                         | Santiago Umba (COL)           | 7e                        |
| 7                         | Vadim Pronskiy (KAZ)          | 19e                       |

| Alpecin-Deceuninck ADC | Alpecin-Deceuninck ADC    | Alpecin-Deceuninck ADC |
| ---------------------- | ------------------------- | ---------------------- |
| Num                    | Coureur                   | Pos                    |
| 11                     | Maurice Ballerstedt (GER) | 86e                    |
| 12                     | Senne Leysen (BEL)        | 15e                    |
| 13                     | Jason Osborne (GER)       | 28e                    |
| 14                     | Jensen Plowright (AUS)    | 60e                    |
| 15                     | Ramon Sinkeldam (NED)     | 93e                    |
| 16                     | Henri Uhlig (GER)         | NP-1                   |
| 17                     | Witse Meeussen (BEL)      | 37e                    |

| Bingoal WB BWB | Bingoal WB BWB         | Bingoal WB BWB |
| -------------- | ---------------------- | -------------- |
| Num            | Coureur                | Pos            |
| 21             | Louis Blouwe (BEL)     | AB-4           |
| 22             | Alexander Salby (DEN)  | 82e            |
| 23             | Davide Persico (ITA)   | 69e            |
| 24             | Lennert Teugels (BEL)  | 41e            |
| 25             | Marco Tizza (ITA)      | 79e            |
| 26             | Jelle Vermoote (BEL)   | 49e            |
| 27             | Kenneth Van Rooy (BEL) | 24e            |

| Burgos-BH BBH | Burgos-BH BBH               | Burgos-BH BBH |
| ------------- | --------------------------- | ------------- |
| Num           | Coureur                     | Pos           |
| 31            | Jambaljamts Sainbayar (MGL) | 65e           |
| 32            | Eric Fagúndez (URU)         | 9e            |
| 33            | Clément Alleno (FRA)        | 35e           |
| 34            | Ander Okamika (ESP)         | 10e           |
| 35            | Geórgios Boúglas (GRE)      | 85e           |
| 36            | Mario Aparicio (ESP)        | 5e            |
| 37            | Rodrigo Álvarez (ESP)       | 34e           |

| Caja Rural-Seguros RGA CJR | Caja Rural-Seguros RGA CJR    | Caja Rural-Seguros RGA CJR |
| -------------------------- | ----------------------------- | -------------------------- |
| Num                        | Coureur                       | Pos                        |
| 41                         | Julen Arriolabengoa (ESP)     | 26e                        |
| 42                         | Jefferson Cepeda (ECU)        | 1er                        |
| 43                         | Samuel Fernández García (ESP) | AB-8                       |
| 44                         | Thomas Silva (URU)            | 2e                         |
| 45                         | Jaume Guardeño (ESP)          | 8e                         |
| 46                         | Jokin Murguialday (ESP)       | 6e                         |
| 47                         | Gorka Sorarrain (ESP)         | 63e                        |

| Team Corratec-Vini Fantini COR | Team Corratec-Vini Fantini COR | Team Corratec-Vini Fantini COR |
| ------------------------------ | ------------------------------ | ------------------------------ |
| Num                            | Coureur                        | Pos                            |
| 51                             | Alexandre Balmer (SUI)         | 16e                            |
| 52                             | Davide Baldaccini (ITA)        | 12e                            |
| 53                             | Matteo Amella (ITA)            | 95e                            |
| 54                             | Valentin Darbellay (SUI)       | 31e                            |
| 55                             | Marco Murgano (ITA)            | 83e                            |
| 56                             | Lorenzo Quartucci (ITA)        | 51e                            |
| 57                             | Attilio Viviani (ITA)          | 73e                            |

| VF Group-Bardiani CSF-Faizanè VBF | VF Group-Bardiani CSF-Faizanè VBF | VF Group-Bardiani CSF-Faizanè VBF |
| --------------------------------- | --------------------------------- | --------------------------------- |
| Num                               | Coureur                           | Pos                               |
| 61                                | Luca Colnaghi (ITA)               | 48e                               |
| 62                                | Riccardo Lucca (ITA)              | 20e                               |
| 63                                | Filippo Magli (ITA)               | 30e                               |
| 65                                | Davide Gabburo (ITA)              | 32e                               |
| 66                                | Manuele Tarozzi (ITA)             | 3e                                |
| 67                                | Enrico Zanoncello (ITA)           | 23e                               |

| Ferei Quick-Panda Podium Mongolia PPT | Ferei Quick-Panda Podium Mongolia PPT | Ferei Quick-Panda Podium Mongolia PPT |
| ------------------------------------- | ------------------------------------- | ------------------------------------- |
| Num                                   | Coureur                               | Pos                                   |
| 71                                    | Davaajargal Altangerel (MGL)          | 112e                                  |
| 72                                    | Martin Laas (EST)                     | 90e                                   |
| 73                                    | Oskar Nisu (EST)                      | 99e                                   |
| 74                                    | Lo Chun Kit                           | AB-4                                  |
| 75                                    | Bilguunjargal Erdenebat (MGL) (route) | 88e                                   |
| 76                                    | Gleb Karpenko (EST)                   | AB-3                                  |
| 77                                    | Temuulen Khadbaatar (MGL)             | 101e                                  |

| Maloja Pushbikers PBS | Maloja Pushbikers PBS | Maloja Pushbikers PBS |
| --------------------- | --------------------- | --------------------- |
| Num                   | Coureur               | Pos                   |
| 81                    | Philip Weber (GER)    | AB-7                  |
| 82                    | Martin Meiler (GER)   | 120e                  |
| 83                    | Matias Malmberg (DEN) | 66e                   |
| 84                    | Roy Eefting (NED)     | HD-2                  |
| 85                    | Filippo Fortin (ITA)  | NP-6                  |
| 86                    | Felix James Meo (NZL) | 94e                   |
| 87                    | Patrick Reißig (GER)  | 44e                   |

| Mazowsze Serce Polski MSP | Mazowsze Serce Polski MSP | Mazowsze Serce Polski MSP |
| ------------------------- | ------------------------- | ------------------------- |
| Num                       | Coureur                   | Pos                       |
| 91                        | Marcin Budziński (POL)    | 33e                       |

| JBG2 Team JB2 | JBG2 Team JB2      | JBG2 Team JB2 |
| ------------- | ------------------ | ------------- |
| Num           | Coureur            | Pos           |
| 92            | Paweł Bernas (POL) | 98e           |

| Mazowsze Serce Polski MSP | Mazowsze Serce Polski MSP      | Mazowsze Serce Polski MSP |
| ------------------------- | ------------------------------ | ------------------------- |
| Num                       | Coureur                        | Pos                       |
| 93                        | Norbert Banaszek (POL) (route) | 80e                       |
| 94                        | Tomasz Budziński (POL)         | 52e                       |
| 95                        | Jakub Kaczmarek (POL)          | 76e                       |
| 96                        | Tobiasz Pawlak (POL)           | AB-8                      |
| 97                        | Konrad Czabok (POL)            | 96e                       |

| Parkhotel Valkenburg PHV | Parkhotel Valkenburg PHV | Parkhotel Valkenburg PHV |
| ------------------------ | ------------------------ | ------------------------ |
| Num                      | Coureur                  | Pos                      |
| 101                      | Mathis Avondts (BEL)     | 102e                     |
| 102                      | Jesper Rasch (NED)       | 97e                      |
| 103                      | Martijn Rasenberg (NED)  | 62e                      |
| 104                      | Jelte Krijnsen (NED)     | 77e                      |
| 105                      | Nils Sinschek (NED)      | 59e                      |
| 106                      | Meindert Weulink (NED)   | 75e                      |
| 107                      | Niek Voogt (NED)         | 27e                      |

| Roojai Insurance ROI | Roojai Insurance ROI         | Roojai Insurance ROI |
| -------------------- | ---------------------------- | -------------------- |
| Num                  | Coureur                      | Pos                  |
| 111                  | Tegshbayar Batsaikhan (MGL)  | 22e                  |
| 112                  | Adne van Engelen (NED)       | 56e                  |
| 113                  | Lucas Carstensen (GER)       | 103e                 |
| 114                  | Valentin Midey (FRA)         | AB-2                 |
| 115                  | Kongphob Thimachai (THA)     | 108e                 |
| 116                  | Kane Richards (AUS)          | 81e                  |
| 117                  | Polychrónis Tzortzákis (GRE) | 110e                 |

| Spor Toto Cycling Team STC | Spor Toto Cycling Team STC   | Spor Toto Cycling Team STC |
| -------------------------- | ---------------------------- | -------------------------- |
| Num                        | Coureur                      | Pos                        |
| 121                        | Ahmet Örken (TUR)            | NP-8                       |
| 122                        | Serdar Anıl Depe (TUR)       | AB-6                       |
| 123                        | Mustafa Tekin (TUR)          | 109e                       |
| 124                        | Kaan Ozkalbim (TUR)          | HD-6                       |
| 125                        | Feritcan Şamlı (TUR)         | 106e                       |
| 126                        | Doğukan Arıkan (TUR) (route) | 119e                       |
| 127                        | Tahir Yiğit (TUR)            | 115e                       |

| St George Continental Cycling Team STG | St George Continental Cycling Team STG | St George Continental Cycling Team STG |
| -------------------------------------- | -------------------------------------- | -------------------------------------- |
| Num                                    | Coureur                                | Pos                                    |
| 131                                    | William Cooper (AUS)                   | 121e                                   |
| 132                                    | Alexander Evans (AUS)                  | 67e                                    |
| 134                                    | Nick Kergozou (NZL)                    | AB-3                                   |
| 135                                    | Connor Reardon (AUS)                   | HD-4                                   |

| Tarteletto-Isorex TIS | Tarteletto-Isorex TIS   | Tarteletto-Isorex TIS |
| --------------------- | ----------------------- | --------------------- |
| Num                   | Coureur                 | Pos                   |
| 141                   | Timothy Dupont (BEL)    | 91e                   |
| 142                   | Ewout De Keyser (BEL)   | 43e                   |
| 143                   | Gianni Marchand (BEL)   | 21e                   |
| 144                   | Torsten Demeyere (BEL)  | 84e                   |
| 145                   | Alex Vandenbulcke (BEL) | 47e                   |
| 146                   | Bo Godart (BEL)         | AB-6                  |
| 147                   | Arne Santy (BEL)        | 105e                  |

| Team Medellín MED | Team Medellín MED    | Team Medellín MED |
| ----------------- | -------------------- | ----------------- |
| Num               | Coureur              | Pos               |
| 151               | Aldemar Reyes (COL)  | 17e               |
| 152               | Róbigzon Oyola (COL) | 58e               |
| 153               | Javier Jamaica (COL) | 38e               |
| 154               | Julián Cardona (COL) | AB-8              |
| 155               | Wilmar Paredes (COL) | 18e               |
| 156               | Walter Vargas (COL)  | 45e               |
| 157               | Víctor Ocampo (COL)  | 39e               |

| Bodywrap Men's Cycling Team BDR | Bodywrap Men's Cycling Team BDR | Bodywrap Men's Cycling Team BDR |
| ------------------------------- | ------------------------------- | ------------------------------- |
| Num                             | Coureur                         | Pos                             |
| 161                             | Li Boan (CHN)                   | 68e                             |
| 162                             | Liu Chenrui (CHN)               | AB-2                            |
| 163                             | Fàn Yihua (CHN)                 | 113e                            |
| 164                             | Wang Kuicheng (CHN)             | 117e                            |
| 165                             | Yang Yang (CHN)                 | AB-6                            |
| 167                             | Niu Gaoshang (CHN)              | AB-6                            |

| China Glory-Mentech Continental Cycling Team CGC | China Glory-Mentech Continental Cycling Team CGC | China Glory-Mentech Continental Cycling Team CGC |
| ------------------------------------------------ | ------------------------------------------------ | ------------------------------------------------ |
| Num                                              | Coureur                                          | Pos                                              |
| 171                                              | Ma Binyan (CHN)                                  | AB-8                                             |
| 172                                              | Sun Changsheng (CHN)                             | AB-6                                             |
| 173                                              | Teng Geng (CHN)                                  | HD-6                                             |
| 174                                              | Shen Yutao (CHN)                                 | 89e                                              |
| 175                                              | Lucas De Rossi (FRA)                             | 14e                                              |
| 176                                              | Willie Smit (RSA)                                | 29e                                              |
| 177                                              | Reinardt Janse van Rensburg (RSA)                | 57e                                              |

| Li Ning Star LNS | Li Ning Star LNS                | Li Ning Star LNS |
| ---------------- | ------------------------------- | ---------------- |
| Num              | Coureur                         | Pos              |
| 181              | Niu Yikui (CHN)                 | 111e             |
| 182              | Sun Wentao (CHN)                | 104e             |
| 183              | Cristian Raileanu (ROU) (route) | 40e              |
| 184              | Luke Mudgway (NZL)              | 61e              |
| 185              | Roniel Campos (VEN)             | 54e              |
| 186              | Aleksey Shnyrko                 | NP-7             |
| 187              | Vasili Byaliauski               | AB-6             |

| Hengxiang Cycling Team HEN | Hengxiang Cycling Team HEN | Hengxiang Cycling Team HEN |
| -------------------------- | -------------------------- | -------------------------- |
| Num                        | Coureur                    | Pos                        |
| 191                        | Ethan Batt (NZL)           | 70e                        |
| 192                        | Māris Bogdanovičs (LAT)    | 55e                        |
| 194                        | Gao Yongbing (CHN)         | 53e                        |
| 196                        | Andris Vosekalns (LAT)     | 107e                       |

| Huansheng - SCOM - Taishan Sport Cycling Team HST | Huansheng - SCOM - Taishan Sport Cycling Team HST | Huansheng - SCOM - Taishan Sport Cycling Team HST |
| ------------------------------------------------- | ------------------------------------------------- | ------------------------------------------------- |
| Num                                               | Coureur                                           | Pos                                               |
| 201                                               | Carlos Chía (COL)                                 | 92e                                               |
| 202                                               | Oleksandr Prevar (UKR)                            | AB-3                                              |
| 203                                               | Bold Iderbold (MGL)                               | 25e                                               |
| 205                                               | Raman Tsishkou                                    | AB-6                                              |
| 206                                               | Karl Patrick Lauk (EST)                           | 64e                                               |
| 207                                               | Guo Liang (CHN)                                   | 116e                                              |

| Tianyoude Hotel Cycling Team TYD | Tianyoude Hotel Cycling Team TYD | Tianyoude Hotel Cycling Team TYD |
| -------------------------------- | -------------------------------- | -------------------------------- |
| Num                              | Coureur                          | Pos                              |
| 211                              | Zhang Zhishan (CHN)              | 72e                              |
| 212                              | Jiancai Wang (CHN)               | AB-3                             |
| 213                              | Guo Shourong (CHN)               | 71e                              |
| 215                              | Yonathan Monsalve (VEN)          | 13e                              |
| 216                              | Saeid Safarzadeh (IRI)           | 11e                              |
| 217                              | Josh Kench (NZL)                 | 36e                              |

| Astana Qazaqstan Team AST | Astana Qazaqstan Team AST     | Astana Qazaqstan Team AST |
| ------------------------- | ----------------------------- | ------------------------- |
| Num                       | Coureur                       | Pos                       |
| 1                         | Henok Mulubrhan (ERI) (route) | 4e                        |
| 2                         | Gleb Syritsa                  | AB-1                      |
| 3                         | Igor Chzhan (KAZ)             | 50e                       |
| 4                         | Ide Schelling (NED)           | 46e                       |
| 5                         | Anton Kuzmin (KAZ)            | 42e                       |
| 6                         | Santiago Umba (COL)           | 7e                        |
| 7                         | Vadim Pronskiy (KAZ)          | 19e                       |

| Alpecin-Deceuninck ADC | Alpecin-Deceuninck ADC    | Alpecin-Deceuninck ADC |
| ---------------------- | ------------------------- | ---------------------- |
| Num                    | Coureur                   | Pos                    |
| 11                     | Maurice Ballerstedt (GER) | 86e                    |
| 12                     | Senne Leysen (BEL)        | 15e                    |
| 13                     | Jason Osborne (GER)       | 28e                    |
| 14                     | Jensen Plowright (AUS)    | 60e                    |
| 15                     | Ramon Sinkeldam (NED)     | 93e                    |
| 16                     | Henri Uhlig (GER)         | NP-1                   |
| 17                     | Witse Meeussen (BEL)      | 37e                    |

| Bingoal WB BWB | Bingoal WB BWB         | Bingoal WB BWB |
| -------------- | ---------------------- | -------------- |
| Num            | Coureur                | Pos            |
| 21             | Louis Blouwe (BEL)     | AB-4           |
| 22             | Alexander Salby (DEN)  | 82e            |
| 23             | Davide Persico (ITA)   | 69e            |
| 24             | Lennert Teugels (BEL)  | 41e            |
| 25             | Marco Tizza (ITA)      | 79e            |
| 26             | Jelle Vermoote (BEL)   | 49e            |
| 27             | Kenneth Van Rooy (BEL) | 24e            |

| Burgos-BH BBH | Burgos-BH BBH               | Burgos-BH BBH |
| ------------- | --------------------------- | ------------- |
| Num           | Coureur                     | Pos           |
| 31            | Jambaljamts Sainbayar (MGL) | 65e           |
| 32            | Eric Fagúndez (URU)         | 9e            |
| 33            | Clément Alleno (FRA)        | 35e           |
| 34            | Ander Okamika (ESP)         | 10e           |
| 35            | Geórgios Boúglas (GRE)      | 85e           |
| 36            | Mario Aparicio (ESP)        | 5e            |
| 37            | Rodrigo Álvarez (ESP)       | 34e           |

| Caja Rural-Seguros RGA CJR | Caja Rural-Seguros RGA CJR    | Caja Rural-Seguros RGA CJR |
| -------------------------- | ----------------------------- | -------------------------- |
| Num                        | Coureur                       | Pos                        |
| 41                         | Julen Arriolabengoa (ESP)     | 26e                        |
| 42                         | Jefferson Cepeda (ECU)        | 1er                        |
| 43                         | Samuel Fernández García (ESP) | AB-8                       |
| 44                         | Thomas Silva (URU)            | 2e                         |
| 45                         | Jaume Guardeño (ESP)          | 8e                         |
| 46                         | Jokin Murguialday (ESP)       | 6e                         |
| 47                         | Gorka Sorarrain (ESP)         | 63e                        |

| Team Corratec-Vini Fantini COR | Team Corratec-Vini Fantini COR | Team Corratec-Vini Fantini COR |
| ------------------------------ | ------------------------------ | ------------------------------ |
| Num                            | Coureur                        | Pos                            |
| 51                             | Alexandre Balmer (SUI)         | 16e                            |
| 52                             | Davide Baldaccini (ITA)        | 12e                            |
| 53                             | Matteo Amella (ITA)            | 95e                            |
| 54                             | Valentin Darbellay (SUI)       | 31e                            |
| 55                             | Marco Murgano (ITA)            | 83e                            |
| 56                             | Lorenzo Quartucci (ITA)        | 51e                            |
| 57                             | Attilio Viviani (ITA)          | 73e                            |

| VF Group-Bardiani CSF-Faizanè VBF | VF Group-Bardiani CSF-Faizanè VBF | VF Group-Bardiani CSF-Faizanè VBF |
| --------------------------------- | --------------------------------- | --------------------------------- |
| Num                               | Coureur                           | Pos                               |
| 61                                | Luca Colnaghi (ITA)               | 48e                               |
| 62                                | Riccardo Lucca (ITA)              | 20e                               |
| 63                                | Filippo Magli (ITA)               | 30e                               |
| 65                                | Davide Gabburo (ITA)              | 32e                               |
| 66                                | Manuele Tarozzi (ITA)             | 3e                                |
| 67                                | Enrico Zanoncello (ITA)           | 23e                               |

| Ferei Quick-Panda Podium Mongolia PPT | Ferei Quick-Panda Podium Mongolia PPT | Ferei Quick-Panda Podium Mongolia PPT |
| ------------------------------------- | ------------------------------------- | ------------------------------------- |
| Num                                   | Coureur                               | Pos                                   |
| 71                                    | Davaajargal Altangerel (MGL)          | 112e                                  |
| 72                                    | Martin Laas (EST)                     | 90e                                   |
| 73                                    | Oskar Nisu (EST)                      | 99e                                   |
| 74                                    | Lo Chun Kit                           | AB-4                                  |
| 75                                    | Bilguunjargal Erdenebat (MGL) (route) | 88e                                   |
| 76                                    | Gleb Karpenko (EST)                   | AB-3                                  |
| 77                                    | Temuulen Khadbaatar (MGL)             | 101e                                  |

| Maloja Pushbikers PBS | Maloja Pushbikers PBS | Maloja Pushbikers PBS |
| --------------------- | --------------------- | --------------------- |
| Num                   | Coureur               | Pos                   |
| 81                    | Philip Weber (GER)    | AB-7                  |
| 82                    | Martin Meiler (GER)   | 120e                  |
| 83                    | Matias Malmberg (DEN) | 66e                   |
| 84                    | Roy Eefting (NED)     | HD-2                  |
| 85                    | Filippo Fortin (ITA)  | NP-6                  |
| 86                    | Felix James Meo (NZL) | 94e                   |
| 87                    | Patrick Reißig (GER)  | 44e                   |

| Mazowsze Serce Polski MSP | Mazowsze Serce Polski MSP | Mazowsze Serce Polski MSP |
| ------------------------- | ------------------------- | ------------------------- |
| Num                       | Coureur                   | Pos                       |
| 91                        | Marcin Budziński (POL)    | 33e                       |

| JBG2 Team JB2 | JBG2 Team JB2      | JBG2 Team JB2 |
| ------------- | ------------------ | ------------- |
| Num           | Coureur            | Pos           |
| 92            | Paweł Bernas (POL) | 98e           |

| Mazowsze Serce Polski MSP | Mazowsze Serce Polski MSP      | Mazowsze Serce Polski MSP |
| ------------------------- | ------------------------------ | ------------------------- |
| Num                       | Coureur                        | Pos                       |
| 93                        | Norbert Banaszek (POL) (route) | 80e                       |
| 94                        | Tomasz Budziński (POL)         | 52e                       |
| 95                        | Jakub Kaczmarek (POL)          | 76e                       |
| 96                        | Tobiasz Pawlak (POL)           | AB-8                      |
| 97                        | Konrad Czabok (POL)            | 96e                       |

| Parkhotel Valkenburg PHV | Parkhotel Valkenburg PHV | Parkhotel Valkenburg PHV |
| ------------------------ | ------------------------ | ------------------------ |
| Num                      | Coureur                  | Pos                      |
| 101                      | Mathis Avondts (BEL)     | 102e                     |
| 102                      | Jesper Rasch (NED)       | 97e                      |
| 103                      | Martijn Rasenberg (NED)  | 62e                      |
| 104                      | Jelte Krijnsen (NED)     | 77e                      |
| 105                      | Nils Sinschek (NED)      | 59e                      |
| 106                      | Meindert Weulink (NED)   | 75e                      |
| 107                      | Niek Voogt (NED)         | 27e                      |

| Roojai Insurance ROI | Roojai Insurance ROI         | Roojai Insurance ROI |
| -------------------- | ---------------------------- | -------------------- |
| Num                  | Coureur                      | Pos                  |
| 111                  | Tegshbayar Batsaikhan (MGL)  | 22e                  |
| 112                  | Adne van Engelen (NED)       | 56e                  |
| 113                  | Lucas Carstensen (GER)       | 103e                 |
| 114                  | Valentin Midey (FRA)         | AB-2                 |
| 115                  | Kongphob Thimachai (THA)     | 108e                 |
| 116                  | Kane Richards (AUS)          | 81e                  |
| 117                  | Polychrónis Tzortzákis (GRE) | 110e                 |

| Spor Toto Cycling Team STC | Spor Toto Cycling Team STC   | Spor Toto Cycling Team STC |
| -------------------------- | ---------------------------- | -------------------------- |
| Num                        | Coureur                      | Pos                        |
| 121                        | Ahmet Örken (TUR)            | NP-8                       |
| 122                        | Serdar Anıl Depe (TUR)       | AB-6                       |
| 123                        | Mustafa Tekin (TUR)          | 109e                       |
| 124                        | Kaan Ozkalbim (TUR)          | HD-6                       |
| 125                        | Feritcan Şamlı (TUR)         | 106e                       |
| 126                        | Doğukan Arıkan (TUR) (route) | 119e                       |
| 127                        | Tahir Yiğit (TUR)            | 115e                       |

| St George Continental Cycling Team STG | St George Continental Cycling Team STG | St George Continental Cycling Team STG |
| -------------------------------------- | -------------------------------------- | -------------------------------------- |
| Num                                    | Coureur                                | Pos                                    |
| 131                                    | William Cooper (AUS)                   | 121e                                   |
| 132                                    | Alexander Evans (AUS)                  | 67e                                    |
| 134                                    | Nick Kergozou (NZL)                    | AB-3                                   |
| 135                                    | Connor Reardon (AUS)                   | HD-4                                   |

| Tarteletto-Isorex TIS | Tarteletto-Isorex TIS   | Tarteletto-Isorex TIS |
| --------------------- | ----------------------- | --------------------- |
| Num                   | Coureur                 | Pos                   |
| 141                   | Timothy Dupont (BEL)    | 91e                   |
| 142                   | Ewout De Keyser (BEL)   | 43e                   |
| 143                   | Gianni Marchand (BEL)   | 21e                   |
| 144                   | Torsten Demeyere (BEL)  | 84e                   |
| 145                   | Alex Vandenbulcke (BEL) | 47e                   |
| 146                   | Bo Godart (BEL)         | AB-6                  |
| 147                   | Arne Santy (BEL)        | 105e                  |

| Team Medellín MED | Team Medellín MED    | Team Medellín MED |
| ----------------- | -------------------- | ----------------- |
| Num               | Coureur              | Pos               |
| 151               | Aldemar Reyes (COL)  | 17e               |
| 152               | Róbigzon Oyola (COL) | 58e               |
| 153               | Javier Jamaica (COL) | 38e               |
| 154               | Julián Cardona (COL) | AB-8              |
| 155               | Wilmar Paredes (COL) | 18e               |
| 156               | Walter Vargas (COL)  | 45e               |
| 157               | Víctor Ocampo (COL)  | 39e               |

| Bodywrap Men's Cycling Team BDR | Bodywrap Men's Cycling Team BDR | Bodywrap Men's Cycling Team BDR |
| ------------------------------- | ------------------------------- | ------------------------------- |
| Num                             | Coureur                         | Pos                             |
| 161                             | Li Boan (CHN)                   | 68e                             |
| 162                             | Liu Chenrui (CHN)               | AB-2                            |
| 163                             | Fàn Yihua (CHN)                 | 113e                            |
| 164                             | Wang Kuicheng (CHN)             | 117e                            |
| 165                             | Yang Yang (CHN)                 | AB-6                            |
| 167                             | Niu Gaoshang (CHN)              | AB-6                            |

| China Glory-Mentech Continental Cycling Team CGC | China Glory-Mentech Continental Cycling Team CGC | China Glory-Mentech Continental Cycling Team CGC |
| ------------------------------------------------ | ------------------------------------------------ | ------------------------------------------------ |
| Num                                              | Coureur                                          | Pos                                              |
| 171                                              | Ma Binyan (CHN)                                  | AB-8                                             |
| 172                                              | Sun Changsheng (CHN)                             | AB-6                                             |
| 173                                              | Teng Geng (CHN)                                  | HD-6                                             |
| 174                                              | Shen Yutao (CHN)                                 | 89e                                              |
| 175                                              | Lucas De Rossi (FRA)                             | 14e                                              |
| 176                                              | Willie Smit (RSA)                                | 29e                                              |
| 177                                              | Reinardt Janse van Rensburg (RSA)                | 57e                                              |

| Li Ning Star LNS | Li Ning Star LNS                | Li Ning Star LNS |
| ---------------- | ------------------------------- | ---------------- |
| Num              | Coureur                         | Pos              |
| 181              | Niu Yikui (CHN)                 | 111e             |
| 182              | Sun Wentao (CHN)                | 104e             |
| 183              | Cristian Raileanu (ROU) (route) | 40e              |
| 184              | Luke Mudgway (NZL)              | 61e              |
| 185              | Roniel Campos (VEN)             | 54e              |
| 186              | Aleksey Shnyrko                 | NP-7             |
| 187              | Vasili Byaliauski               | AB-6             |

| Hengxiang Cycling Team HEN | Hengxiang Cycling Team HEN | Hengxiang Cycling Team HEN |
| -------------------------- | -------------------------- | -------------------------- |
| Num                        | Coureur                    | Pos                        |
| 191                        | Ethan Batt (NZL)           | 70e                        |
| 192                        | Māris Bogdanovičs (LAT)    | 55e                        |
| 194                        | Gao Yongbing (CHN)         | 53e                        |
| 196                        | Andris Vosekalns (LAT)     | 107e                       |

| Huansheng - SCOM - Taishan Sport Cycling Team HST | Huansheng - SCOM - Taishan Sport Cycling Team HST | Huansheng - SCOM - Taishan Sport Cycling Team HST |
| ------------------------------------------------- | ------------------------------------------------- | ------------------------------------------------- |
| Num                                               | Coureur                                           | Pos                                               |
| 201                                               | Carlos Chía (COL)                                 | 92e                                               |
| 202                                               | Oleksandr Prevar (UKR)                            | AB-3                                              |
| 203                                               | Bold Iderbold (MGL)                               | 25e                                               |
| 205                                               | Raman Tsishkou                                    | AB-6                                              |
| 206                                               | Karl Patrick Lauk (EST)                           | 64e                                               |
| 207                                               | Guo Liang (CHN)                                   | 116e                                              |

| Tianyoude Hotel Cycling Team TYD | Tianyoude Hotel Cycling Team TYD | Tianyoude Hotel Cycling Team TYD |
| -------------------------------- | -------------------------------- | -------------------------------- |
| Num                              | Coureur                          | Pos                              |
| 211                              | Zhang Zhishan (CHN)              | 72e                              |
| 212                              | Jiancai Wang (CHN)               | AB-3                             |
| 213                              | Guo Shourong (CHN)               | 71e                              |
| 215                              | Yonathan Monsalve (VEN)          | 13e                              |
| 216                              | Saeid Safarzadeh (IRI)           | 11e                              |
| 217                              | Josh Kench (NZL)                 | 36e                              |